# Gubernatrix cristata
Gubernatrix cristata, popularmente denominada de cardeal-amarelo,  é uma espécie de ave da família Thraupidae. Pode ser encontrada na Argentina, Brasil e Uruguai.